# Temporada 2011-2012 del FC Barcelona
La temporada 2011-2012 del FC Barcelona fou la 112a des de la fundació del club, i la 81a temporada consecutiva del primer equip a la màxima categoria de la lliga espanyola de futbol.

## La temporada dia a dia
El FC Barcelona va aconseguir al principi la temporada la Supercopa d'Espanya contra el Reial Madrid (campió de la copa del Rei de l'any anterior) que va guanyar de forma molt ajustada: 2-2 a l'Estadi Santiago Bernabéu i 3-2 al Camp Nou. El segon títol que va guanyar va ser la Supercopa d'Europa, contra el Porto (vigent campió de l'Europa League), a partit únic a l'Estadi Louis II de Mònaco amb resultat de 2-0 i gols de Leonel Messi i de Cesc Fàbregas.
La competició de lliga començà el 27 d'agost de 2011, i acabarà el 13 de maig de 2012. Degut a una vaga convocada pel sindicat de jugadors (l'Asociación de Futbolistas Españoles, AFE) en contra de la patronal (la Liga de Fútbol Profesional, LFP), l'inici de la temporada es va ajornar.
El Reial Madrid va guanyar la lliga, mentre la final de la copa del Rei la van disputar el Futbol Club Barcelona contra l'Athletic Club de Bilbao, a partit únic. Es va jugar a l'Estadi Vicente Calderón i va guanyar el Barça per 0-3. En la Champions League l'equip van arribar a semifinals, que va perdre contra el Chelsea FC, que al final guanyaria la competició.

## Plantilla
La relació de jugadors de la plantilla del Barça la temporada 2011-12, la qual destacà per la presència d'un 57% de jugadors formats a les categories inferiors del planter i un 38% de jugadors catalans, va ser la següent:
| N. | Pos. | Nac. | Jugador                    |
| -- | ---- | --- | -------------------------- |
| 1  | POR  | [[Fitxer:Flag of Catalonia.svg\|23x15px\|border \|alt=Catalunya\|link=Selecció de futbol de Catalunya\|{{#if:\|]]   | Víctor Valdés (3r capità)  |
| 2  | DEF  | [[Fitxer:Flag of Brazil.svg\|23x15px\|border \|alt=Brasil\|link=Selecció de futbol del Brasil\|{{#if:\|]]           | Dani Alves                 |
| 3  | DEF  | [[Fitxer:Flag of Catalonia.svg\|23x15px\|border \|alt=Catalunya\|link=Selecció de futbol de Catalunya\|{{#if:\|]]   | Gerard Piqué               |
| 4  | MIG  | [[Fitxer:Flag of Catalonia.svg\|23x15px\|border \|alt=Catalunya\|link=Selecció de futbol de Catalunya\|{{#if:\|]]   | Cesc Fàbregas              |
| 5  | DEF  | [[Fitxer:Flag of Catalonia.svg\|23x15px\|border \|alt=Catalunya\|link=Selecció de futbol de Catalunya\|{{#if:\|]]   | Carles Puyol (1r capità)   |
| 6  | MIG  | [[Fitxer:Flag of Catalonia.svg\|23x15px\|border \|alt=Catalunya\|link=Selecció de futbol de Catalunya\|{{#if:\|]]   | Xavi Hernández (2n capità) |
| 7  | DAV  | [[Fitxer:Flag of Spain.svg\|23x15px\|border \|alt=Espanya\|link=Selecció de futbol d'Espanya\|{{#if:\|]]            | David Villa                |
| 8  | MIG  | [[Fitxer:Flag of Spain.svg\|23x15px\|border \|alt=Espanya\|link=Selecció de futbol d'Espanya\|{{#if:\|]]            | Andrés Iniesta (4t capità) |
| 9  | DAV  | [[Fitxer:Flag of Chile.svg\|23x15px\|border \|alt=Xile\|link=Selecció de futbol de Xile\|{{#if:\|]]                 | Alexis Sánchez             |
| 10 | DAV  | [[Fitxer:Flag of Argentina.svg\|23x15px\|border \|alt=Argentina\|link=Selecció de futbol de l'Argentina\|{{#if:\|]] | Lionel Messi               |
| 11 | MIG  | [[Fitxer:Flag of Spain.svg\|23x15px\|border \|alt=Espanya\|link=Selecció de futbol d'Espanya\|{{#if:\|]]            | Thiago Alcántara           |

| N. | Pos. | Nac. | Jugador           |
| -- | ---- | --- | ----------------- |
| 13 | POR  | [[Fitxer:Flag of Spain.svg\|23x15px\|border \|alt=Espanya\|link=Selecció de futbol d'Espanya\|{{#if:\|]]                          | José Manuel Pinto |
| 14 | MIG  | [[Fitxer:Flag of Argentina.svg\|23x15px\|border \|alt=Argentina\|link=Selecció de futbol de l'Argentina\|{{#if:\|]]               | Javier Mascherano |
| 15 | MIG  | [[Fitxer:Flag of Mali.svg\|23x15px\|border \|alt=Mali\|link=Selecció de futbol de Mali\|{{#if:\|]]                                | Seydou Keita      |
| 16 | MIG  | [[Fitxer:Flag of Catalonia.svg\|23x15px\|border \|alt=Catalunya\|link=Selecció de futbol de Catalunya\|{{#if:\|]]                 | Sergio Busquets   |
| 17 | DAV  | [[Fitxer:Flag of Spain.svg\|23x15px\|border \|alt=Espanya\|link=Selecció de futbol d'Espanya\|{{#if:\|]]                          | Pedro Rodríguez   |
| 20 | MIG  | [[Fitxer:Flag of the Netherlands.svg\|23x15px\|border \|alt=Països Baixos\|link=Selecció de futbol dels Països Baixos\|{{#if:\|]] | Ibrahim Afellay   |
| 21 | DEF  | [[Fitxer:Flag of Brazil.svg\|23x15px\|border \|alt=Brasil\|link=Selecció de futbol del Brasil\|{{#if:\|]]                         | Adriano Correia   |
| 22 | DEF  | [[Fitxer:Flag of France (1794–1815, 1830–1974).svg\|23x15px\|border \|alt=França\|link=Selecció de futbol de França\|{{#if:\|]]   | Éric Abidal       |
| 23 | DAV  | [[Fitxer:Flag of Catalonia.svg\|23x15px\|border \|alt=Catalunya\|link=Selecció de futbol de Catalunya\|{{#if:\|]]                 | Isaac Cuenca ()   |
| 24 | DEF  | [[Fitxer:Flag of Catalonia.svg\|23x15px\|border \|alt=Catalunya\|link=Selecció de futbol de Catalunya\|{{#if:\|]]                 | Andreu Fontàs     |

- Messi té passaport espanyol.
- Dani Alves té passaport espanyol.
- Keita té passaport francès.
- Javier Mascherano té passaport italià.

Font: Web oficial del FC Barcelona

### Jugadors del filial
Jugadors del filial que han disputat algun minut en partit oficial aquesta temporada:
| N. | Pos. | Nac. | Jugador                                                                 |
| -- | ---- | --- | ----------------------------------------------------------------------- |
| —  | DAV  | [[Fitxer:Flag of Catalonia.svg\|23x15px\|border \|alt=Catalunya\|link=Selecció de futbol de Catalunya\|{{#if:\|]] | Gerard Deulofeu (Ha jugat la Champions i la lliga)                      |
| —  | MIG  | [[Fitxer:Flag of Mexico.svg\|23x15px\|border \|alt=Mèxic\|link=Selecció de futbol de Mèxic\|{{#if:\|]]            | Jonathan dos Santos (Ha jugat la Champions, la lliga i la copa del rei) |
| —  | DEF  | [[Fitxer:Flag of Catalonia.svg\|23x15px\|border \|alt=Catalunya\|link=Selecció de futbol de Catalunya\|{{#if:\|]] | Marc Bartra (Ha jugat la Champions i la lliga)                          |
| —  | DEF  | [[Fitxer:Flag of Catalonia.svg\|23x15px\|border \|alt=Catalunya\|link=Selecció de futbol de Catalunya\|{{#if:\|]] | Marc Muniesa (Ha jugat la Champions i la lliga)                         |
| —  | DAV  | [[Fitxer:Flag of Catalonia.svg\|23x15px\|border \|alt=Catalunya\|link=Selecció de futbol de Catalunya\|{{#if:\|]] | Cristian Tello (Ha jugat la lliga, la copa del rei i la Champions)      |
| —  | MIG  | [[Fitxer:Flag of Catalonia.svg\|23x15px\|border \|alt=Catalunya\|link=Selecció de futbol de Catalunya\|{{#if:\|]] | Sergi Roberto (Ha jugat la Champions, la copa del rei i la lliga)       |
| —  | DAV  | [[Fitxer:Flag of Brazil.svg\|23x15px\|border \|alt=Brasil\|link=Selecció de futbol del Brasil\|{{#if:\|]]         | Rafael Alcántara (Ha jugat la Champions i la copa del rei)              |
| —  | DEF  | [[Fitxer:Flag of Catalonia.svg\|23x15px\|border \|alt=Catalunya\|link=Selecció de futbol de Catalunya\|{{#if:\|]] | Martín Montoya (Ha jugat la Champions, la copa del rei i la lliga)      |
| —  | MIG  | [[Fitxer:Flag of Catalonia.svg\|23x15px\|border \|alt=Catalunya\|link=Selecció de futbol de Catalunya\|{{#if:\|]] | Martí Riverola (Ha jugat la Champions)                                  |

### Altes
| N. | Pos. | Nac. | Jugador |
| -- | ---- | --- | --- |
| 11 | MIG  | [[Fitxer:Flag of Spain.svg\|23x15px\|border \|alt=Espanya\|link=Selecció de futbol d'Espanya\|{{#if:\|]]          | Thiago Alcántara (Del filial) |
| 24 | DEF  | [[Fitxer:Flag of Catalonia.svg\|23x15px\|border \|alt=Catalunya\|link=Selecció de futbol de Catalunya\|{{#if:\|]] | Andreu Fontàs (Del filial) |
| —  | DAV  | [[Fitxer:Flag of Brazil.svg\|23x15px\|border \|alt=Brasil\|link=Selecció de futbol del Brasil\|{{#if:\|]]         | Keirrison (Torna de la cessió al Santos FC) |
| —  | DEF  | [[Fitxer:Flag of Brazil.svg\|23x15px\|border \|alt=Brasil\|link=Selecció de futbol del Brasil\|{{#if:\|]]         | Henrique (Torna de la cessió al Racing de Santander)                                                                                            |
| —  | MIG  | [[Fitxer:Flag of Belarus.svg\|23x15px\|border \|alt=Belarús\|link=Selecció de futbol de Belarús\|{{#if:\|]]       | Aliaksandr Hleb (Torna de la cessió al Birmingham City FC)                                                                                      |
| 9  | DAV  | [[Fitxer:Flag of Chile.svg\|23x15px\|border \|alt=Xile\|link=Selecció de futbol de Xile\|{{#if:\|]]               | Alexis Sánchez (De l'Udinese Calcio, per 26 milions d'euros fixos i 11,5 de variables)                                                          |
| 4  | MIG  | [[Fitxer:Flag of Catalonia.svg\|23x15px\|border \|alt=Catalunya\|link=Selecció de futbol de Catalunya\|{{#if:\|]] | Cesc Fàbregas (De l'Arsenal FC, per 34 milions d'euros fixos (29 en dos terminis i 5 que es descompten del sou del jugador) més 5 de variables) |
| 23 | DAV  | [[Fitxer:Flag of Catalonia.svg\|23x15px\|border \|alt=Catalunya\|link=Selecció de futbol de Catalunya\|{{#if:\|]] | Isaac Cuenca (Quan signa la renovació de contracte, se li assigna fitxa del primer equip)                                                       |

### Baixes
| N. | Pos. | Nac. | Jugador |
| -- | ---- | --- | --- |
| —  | DEF  | [[Fitxer:Flag of Catalonia.svg\|23x15px\|border \|alt=Catalunya\|link=Selecció de futbol de Catalunya\|{{#if:\|]]   | Víctor Sánchez (Al Neuchâtel Xamax FC) |
| —  | DAV  | [[Fitxer:Flag of Sweden.svg\|23x15px\|border \|alt=Suècia\|link=Selecció de futbol de Suècia\|{{#if:\|]]            | Zlatan Ibrahimovic (A l'AC Milan. Es concreta l'opció de compra un cop finalitzada la cessió) |
| —  | DEF  | [[Fitxer:Flag of Uruguay.svg\|23x15px\|border \|alt=Uruguai\|link=Selecció de futbol de l'Uruguai\|{{#if:\|]]       | Martín Cáceres (Al Sevilla FC. Es concreta l'opció de compra un cop finalitzada la cessió) |
| —  | DEF  | [[Fitxer:Flag of Brazil.svg\|23x15px\|border \|alt=Brasil\|link=Selecció de futbol del Brasil\|{{#if:\|]]           | Henrique (Es renova la seva cessió per un any, aquest cop amb el Palmeiras) |
| 9  | DAV  | [[Fitxer:Flag of Catalonia.svg\|23x15px\|border \|alt=Catalunya\|link=Selecció de futbol de Catalunya\|{{#if:\|]]   | Bojan Krkic (A l'AS Roma, per 12 milions d'€, amb una opció obligatòria de recompra per 13 milions al cap de dos anys) |
| 11 | DAV  | [[Fitxer:Flag of Spain.svg\|23x15px\|border \|alt=Espanya\|link=Selecció de futbol d'Espanya\|{{#if:\|]]            | Jeffren Suárez (A l'Sporting Clube de Portugal, per 3.750.000 €, més 200.000 € en variables i un 20% de la plusvàlua d'una possible venda. El Barça es reserva una opció de recompra per 8 milions al cap d'un any i de 12 al cap de dos) |
| 18 | DEF  | [[Fitxer:Flag of Argentina.svg\|23x15px\|border \|alt=Argentina\|link=Selecció de futbol de l'Argentina\|{{#if:\|]] | Gabriel Milito (Se'n va amb la carta de llibertat a l'Independiente d'Avellaneda) |
| —  | DAV  | [[Fitxer:Flag of Brazil.svg\|23x15px\|border \|alt=Brasil\|link=Selecció de futbol del Brasil\|{{#if:\|]]           | Keirrison (Cedit al Santos FC, que el cedeix al Cruzeiro EC) |
| —  | MIG  | [[Fitxer:Flag of Belarus.svg\|23x15px\|border \|alt=Belarús\|link=Selecció de futbol de Belarús\|{{#if:\|]]         | Aliaksandr Hleb (Cedit al VfL Wolfsburg) |
| 19 | DEF  | [[Fitxer:Flag of Brazil.svg\|23x15px\|border \|alt=Brasil\|link=Selecció de futbol del Brasil\|{{#if:\|]]           | Maxwell Cabelino (Traspassat al PSG per 4 milions d'euros el 12 de gener de 2012) |

### Equip tècnic
- Entrenador:  Josep Guardiola
  - Segon entrenador:  Francesc 'Tito' Vilanova
  - Entrenador de porters:  Juan Carlos Unzué
  - Delegat: Carles Naval
- Responsable de la preparació física:  Lorenzo Buenaventura
  - Preparador físic: Francisco Paco Seirul·lo, Aureli Altimira, Francesc Cos
- Responsable de l'equip mèdic: Ramon Canal
  - Metges: Dr. Ricard Pruna, Dr. Daniel Medina
  - Recuperadors: Emili Ricart, Juanjo Brau
  - Fisioterapeutes: Jaume Munill, David Álvarez
  - Podòleg: Martín Rueda
  - Àrea de fisiologia aplicada a l'esport d'elit: Esteban Gorostiaga
- Anàlisi tàctic i Scouting: Domènec Torrent, Carles Planchart i Jordi Roura
- Encarregats de material: Chema Corbella, José Antonio Ibarz i Gabriel Galan
- Oficina d'Atenció al Jugador: Pepe Costa

## Filial

### Plantilla
Actualitzada a 5 de setembre de 2011.
| N. | Pos. | Nac. | Jugador             |
| -- | ---- | --- | ------------------- |
| 1  | POR  | [[Fitxer:Flag of Spain.svg\|23x15px\|border \|alt=Espanya\|link=Selecció de futbol d'Espanya\|{{#if:\|]]                                 | Oier Olazábal       |
| 2  | DEF  | [[Fitxer:Flag of Catalonia.svg\|23x15px\|border \|alt=Catalunya\|link=Selecció de futbol de Catalunya\|{{#if:\|]]                        | Martín Montoya      |
| 3  | DEF  | [[Fitxer:Flag of Catalonia.svg\|23x15px\|border \|alt=Catalunya\|link=Selecció de futbol de Catalunya\|{{#if:\|]]                        | Marc Bartra         |
| 4  | MIG  | [[Fitxer:Flag of Catalonia.svg\|23x15px\|border \|alt=Catalunya\|link=Selecció de futbol de Catalunya\|{{#if:\|]]                        | Ilie Sánchez        |
| 5  | DEF  | [[Fitxer:Flag of Catalonia.svg\|23x15px\|border \|alt=Catalunya\|link=Selecció de futbol de Catalunya\|{{#if:\|]]                        | Marc Muniesa        |
| 6  | MIG  | [[Fitxer:Flag of the Balearic Islands.svg\|23x15px\|border \|alt=Illes Balears\|link=Selecció de futbol de les Illes Balears\|{{#if:\|]] | Carlos Carmona      |
| 7  | DAV  | [[Fitxer:Flag of Catalonia.svg\|23x15px\|border \|alt=Catalunya\|link=Selecció de futbol de Catalunya\|{{#if:\|]]                        | Cristian Tello      |
| 8  | MIG  | [[Fitxer:Flag of Mexico.svg\|23x15px\|border \|alt=Mèxic\|link=Selecció de futbol de Mèxic\|{{#if:\|]]                                   | Jonathan dos Santos |
| 9  | DAV  | [[Fitxer:Flag of Spain.svg\|23x15px\|border \|alt=Espanya\|link=Selecció de futbol d'Espanya\|{{#if:\|]]                                 | Rodrigo Ríos Rodri  |
| 10 | MIG  | [[Fitxer:Flag of Catalonia.svg\|23x15px\|border \|alt=Catalunya\|link=Selecció de futbol de Catalunya\|{{#if:\|]]                        | Sergi Roberto       |
| 11 | DAV  | [[Fitxer:Flag of Catalonia.svg\|23x15px\|border \|alt=Catalunya\|link=Selecció de futbol de Catalunya\|{{#if:\|]]                        | Jonathan Soriano    |
| 12 | DEF  | [[Fitxer:Flag of Catalonia.svg\|23x15px\|border \|alt=Catalunya\|link=Selecció de futbol de Catalunya\|{{#if:\|]]                        | Oriol Rosell        |
| 13 | POR  | [[Fitxer:Flag of Catalonia.svg\|23x15px\|border \|alt=Catalunya\|link=Selecció de futbol de Catalunya\|{{#if:\|]]                        | Jordi Masip         |
| 14 | DEF  | [[Fitxer:Flag of Catalonia.svg\|23x15px\|border \|alt=Catalunya\|link=Selecció de futbol de Catalunya\|{{#if:\|]]                        | Sergi Gómez         |

| N. | Pos. | Nac. | Jugador                                   |
| -- | ---- | --- | ----------------------------------------- |
| 15 | DAV  | [[Fitxer:Flag of the Valencian Community (2x3).svg\|23x15px\|border \|alt=País Valencià\|link=Selecció de futbol del País Valencià\|{{#if:\|]] | Kiko Femenía                              |
| 16 | DEF  | [[Fitxer:Flag of Spain.svg\|23x15px\|border \|alt=Espanya\|link=Selecció de futbol d'Espanya\|{{#if:\|]]                                       | Armando Lozano                            |
| 17 | DAV  | [[Fitxer:Flag of Catalonia.svg\|23x15px\|border \|alt=Catalunya\|link=Selecció de futbol de Catalunya\|{{#if:\|]]                              | Cristian Lobato                           |
| 18 | MIG  | [[Fitxer:Flag of Portugal.svg\|23x15px\|border \|alt=Portugal\|link=Selecció de futbol de Portugal\|{{#if:\|]]                                 | Gustavo Ledes                             |
| 20 | MIG  | [[Fitxer:Flag of Catalonia.svg\|23x15px\|border \|alt=Catalunya\|link=Selecció de futbol de Catalunya\|{{#if:\|]]                              | Martí Riverola                            |
| 21 | MIG  | [[Fitxer:Flag of Catalonia.svg\|23x15px\|border \|alt=Catalunya\|link=Selecció de futbol de Catalunya\|{{#if:\|]]                              | Carles Planas                             |
| 22 | DAV  | [[Fitxer:Flag of Catalonia.svg\|23x15px\|border \|alt=Catalunya\|link=Selecció de futbol de Catalunya\|{{#if:\|]]                              | Isaac Cuenca                              |
| 23 | DEF  | [[Fitxer:Flag of Catalonia.svg\|23x15px\|border \|alt=Catalunya\|link=Selecció de futbol de Catalunya\|{{#if:\|]]                              | Ivan Balliu                               |
| 24 | MIG  | [[Fitxer:Flag of Spain.svg\|23x15px\|border \|alt=Espanya\|link=Selecció de futbol d'Espanya\|{{#if:\|]]                                       | Javi Espinosa                             |
| 25 | POR  | [[Fitxer:Flag of Catalonia.svg\|23x15px\|border \|alt=Catalunya\|link=Selecció de futbol de Catalunya\|{{#if:\|]]                              | Rubén Miño                                |
| 27 | DAV  | [[Fitxer:Flag of Catalonia.svg\|23x15px\|border \|alt=Catalunya\|link=Selecció de futbol de Catalunya\|{{#if:\|]]                              | Gerard Deulofeu                           |
| 30 | MIG  | [[Fitxer:Flag of Spain.svg\|23x15px\|border \|alt=Espanya\|link=Selecció de futbol d'Espanya\|{{#if:\|]]                                       | Rafa Alcántara Rafinha                    |
| 35 | DEF  | [[Fitxer:Flag of the Valencian Community (2x3).svg\|23x15px\|border \|alt=País Valencià\|link=Selecció de futbol del País Valencià\|{{#if:\|]] | Alejandro Grimaldo (Té fitxa del Juvenil) |

### Baixes
| N. | Pos. | Nac. | Jugador |
| -- | ---- | --- | --- |
| 23 | DAV  | [[Fitxer:Flag of the Valencian Community (2x3).svg\|23x15px\|border \|alt=País Valencià\|link=Selecció de futbol del País Valencià\|{{#if:\|]] | Ruben Rochina (el gener del 2011 va ser traspassat al Blackburn Rovers, per una xifra pròxima al milió i mig d'euros) |
| 10 | DAV  | [[Fitxer:Flag of Catalonia.svg\|23x15px\|border \|alt=Catalunya\|link=Selecció de futbol de Catalunya\|{{#if:\|]]                              | Víctor Vázquez (al Bruges)                                                                                            |
| 8  | DAV  | [[Fitxer:Flag of Catalonia.svg\|23x15px\|border \|alt=Catalunya\|link=Selecció de futbol de Catalunya\|{{#if:\|]]                              | Edu Oriol (al R. Zaragoza)                                                                                            |
| 19 | DEF  | [[Fitxer:Flag of Catalonia.svg\|23x15px\|border \|alt=Catalunya\|link=Selecció de futbol de Catalunya\|{{#if:\|]]                              | Abraham Minero (al R. Zaragoza)                                                                                       |
| 21 | DAV  | [[Fitxer:Flag of Catalonia.svg\|23x15px\|border \|alt=Catalunya\|link=Selecció de futbol de Catalunya\|{{#if:\|]]                              | Benja (després d'estar sense equip, va fitxar pel Girona FC)                                                          |
| 9  | DAV  | [[Fitxer:Flag of Spain.svg\|23x15px\|border \|alt=Espanya\|link=Selecció de futbol d'Espanya\|{{#if:\|]]                                       | Manuel Agudo Nolito (al SL Benfica)                                                                                   |
| 4  | MIG  | [[Fitxer:Flag of Spain.svg\|23x15px\|border \|alt=Espanya\|link=Selecció de futbol d'Espanya\|{{#if:\|]]                                       | Thiago Alcántara (al primer equip)                                                                                    |
| 5  | DEF  | [[Fitxer:Flag of Catalonia.svg\|23x15px\|border \|alt=Catalunya\|link=Selecció de futbol de Catalunya\|{{#if:\|]]                              | Andreu Fontàs (al primer equip)                                                                                       |
| 6  | MIG  | [[Fitxer:Flag of Catalonia.svg\|23x15px\|border \|alt=Catalunya\|link=Selecció de futbol de Catalunya\|{{#if:\|]]                              | Oriol Romeu (al Chelsea FC)                                                                                           |
| 12 | DAV  | [[Fitxer:Flag of Spain.svg\|23x15px\|border \|alt=Espanya\|link=Selecció de futbol d'Espanya\|{{#if:\|]]                                       | Saúl Berjon (cessió a l'AD Alcorcón)                                                                                  |
| 23 | DEF  | [[Fitxer:Flag of Catalonia.svg\|23x15px\|border \|alt=Catalunya\|link=Selecció de futbol de Catalunya\|{{#if:\|]]                              | Albert Dalmau (al València B)                                                                                         |
| 20 | MIG  | [[Fitxer:Flag of Catalonia.svg\|23x15px\|border \|alt=Catalunya\|link=Selecció de futbol de Catalunya\|{{#if:\|]]                              | Martí Riverola (al Bologna FC)                                                                                        |

### Altes
| N. | Pos. | Nac. | Jugador                                                                    |
| -- | ---- | --- | -------------------------------------------------------------------------- |
| 23 | DEF  | [[Fitxer:Flag of Catalonia.svg\|23x15px\|border \|alt=Catalunya\|link=Selecció de futbol de Catalunya\|{{#if:\|]]                              | Ivan Balliu (del juvenil)                                                  |
| —  | DEF  | [[Fitxer:Flag of Catalonia.svg\|23x15px\|border \|alt=Catalunya\|link=Selecció de futbol de Catalunya\|{{#if:\|]]                              | Albert Dalmau (del juvenil)                                                |
| 14 | DEF  | [[Fitxer:Flag of Catalonia.svg\|23x15px\|border \|alt=Catalunya\|link=Selecció de futbol de Catalunya\|{{#if:\|]]                              | Sergi Gómez (del juvenil)                                                  |
| 12 | DEF  | [[Fitxer:Flag of Catalonia.svg\|23x15px\|border \|alt=Catalunya\|link=Selecció de futbol de Catalunya\|{{#if:\|]]                              | Oriol Rosell (del juvenil)                                                 |
| 18 | MIG  | [[Fitxer:Flag of Portugal.svg\|23x15px\|border \|alt=Portugal\|link=Selecció de futbol de Portugal\|{{#if:\|]]                                 | Gustavo Ledes (del juvenil)                                                |
| 24 | MIG  | [[Fitxer:Flag of Spain.svg\|23x15px\|border \|alt=Espanya\|link=Selecció de futbol d'Espanya\|{{#if:\|]]                                       | Javi Espinosa (del juvenil)                                                |
| 30 | MIG  | [[Fitxer:Flag of Spain.svg\|23x15px\|border \|alt=Espanya\|link=Selecció de futbol d'Espanya\|{{#if:\|]]                                       | Rafa Alcántara Rafinha (del juvenil)                                       |
| 27 | DAV  | [[Fitxer:Flag of Catalonia.svg\|23x15px\|border \|alt=Catalunya\|link=Selecció de futbol de Catalunya\|{{#if:\|]]                              | Gerard Deulofeu (del juvenil)                                              |
| 20 | MIG  | [[Fitxer:Flag of Catalonia.svg\|23x15px\|border \|alt=Catalunya\|link=Selecció de futbol de Catalunya\|{{#if:\|]]                              | Martí Riverola (torna de la cessió al SBV Vitesse)                         |
| 17 | DAV  | [[Fitxer:Flag of Catalonia.svg\|23x15px\|border \|alt=Catalunya\|link=Selecció de futbol de Catalunya\|{{#if:\|]]                              | Cristian Lobato (del CE l'Hospitalet)                                      |
| 15 | DAV  | [[Fitxer:Flag of the Valencian Community (2x3).svg\|23x15px\|border \|alt=País Valencià\|link=Selecció de futbol del País Valencià\|{{#if:\|]] | Kiko Femenía (de l'Hèrcules CF, 2.000.000 d'€ fixos i 1.500.000 variables) |
| 22 | DAV  | [[Fitxer:Flag of Catalonia.svg\|23x15px\|border \|alt=Catalunya\|link=Selecció de futbol de Catalunya\|{{#if:\|]]                              | Isaac Cuenca (torna de la cessió al Centre d'Esports Sabadell Futbol Club) |
| 9  | DAV  | [[Fitxer:Flag of Spain.svg\|23x15px\|border \|alt=Espanya\|link=Selecció de futbol d'Espanya\|{{#if:\|]]                                       | Rodrigo Ríos Rodri (del Sevilla Atlético, 1.500.000 d'€ fixos)             |

### Equip tècnic
- Primer entrenador: Eusebio Sacristán
  - Segon entrenador: Joan Barbarà Mata
- Preparador físic: José Ramón Callén
- Delegat: Antoni Alonso Velázquez
- Fisioterapeutes: Roger Giornes Tomas i Jaume Langa Ferrer

## Resultats
| PARTITS 2011-2012 |
| --- |
| 23-07-2011 Amistós. HAJDUK SPLIT-BARCELONA 0-0 26-07-2011 Audi Cup (semifinal). BARCELONA-INTERNACIONAL PORTO ALEGRE 2-2 El Barça es va classificar per penals (4-2). 27-07-2011 Audi Cup (final). BAYERN MUNIC-BARCELONA 0-2 30-07-2011 Amistós. MANCHESTER UNITED-BARCELONA 2-1 04-08-2011 Amistós. GUADALAJARA-BARCELONA 4-1 06-08-2011 Amistós. CLUB AMERICA-BARCELONA 0-2 08-08-2011 Copa Catalunya (semifinal). GIRONA-BARCELONA 1-2 09-08-2011 Copa Catalunya (final). BARCELONA-ESPANYOL 0-3 14-08-2011 Supercopa d'Espanya (anada). REIAL MADRID-BARCELONA 2-2 17-08-2011 Supercopa d'Espanya (tomada). BARCELONA-REIAL MADRID 3-2 22—08—2011 Gamper. BARCELONA-NAPOLS 5-0 26-08-2011 Supercopa d'Europa (final. partit únic). BARCELONA-OPORTO 2-0 29-08-2011 Lliga (2). BARCELONA-VILLARREIAL 5—0 10-09-2011 Lliga (3). REIAL SOCIETAT-BARCELONA 2-2 13-09-2011 Lliga de Campions (1). BARCELONA-MILAN 2-2 17-09-2011 Lliga (4). BARCELONA-OSASUNA 8—0 21-09-2011 Lliga (5). VALENCIA—BARCELONA 2—2 24-09-2011 Lliga (6). BARCELONA-ATLETIC MADRID 5-0 28-09-2011 Lliga de Campions (2). BATE BORISOV — BARCELONA 0-5 02-10-2011 Lliga (7). SPORTING GIJON—BARCELONA 0—1 15—10—2011 Lliga (8). BARCELONA—RACING 3-0 19—10—2011 Lliga de Campions (3). BARCELONA-VIKTORIA PLZEN 2—0 22-10-2011 Lliga (9). BARCELONA—SEVILLA 0—0 25—10—2011 Lliga (10). GRANADA-BARCELONA 0—1 29-10-2011 Lliga (11). BARCELONA—MALLORCA 5-0 01-11-2011 Lliga de Campions (4). VIKTORIA PLZEN-BARCELONA O-4 06-11-2011 Lliga (12). ATHLETIC CLUB-BARCELONA 2-2 09—11-2011 Copa (1/16. anada). L'HOSPITALET—BARCELONA 0—1 19-11-2011 Lliga (13). BARCELONA-SARAGOSSA 4—0 23-11-2011 Lliga de Campions (5) MILAN-BARCELONA 2-3 26-11-2011 Lliga (14) GETAFE-BARCELONA 1-0 29-11-2011 Lliga (17) BARCELONA-RAYO VALLECANO 4-0 03-12-2011 Lliga (15) BARCELONA—LLEVANT 5—0 06-12-2011 Lliga de Campions (6) BARCELONA-BATE BORISOV 4-0 10-12-2011 Lliga (16) REIAL MADRID-BARCELONA 1—3 15—12-2011 Mundial de Clubs (semifinal) AL-SADD - BARCELONA 0-4 18-12—2011 Mundial de Clubs (final) SANTOS-BARCELONA 0—4 22-12-2011 Copa (1/16. tomada) BARCELONA-L'HOSPITALET 9-0 04-01-2012 Copa (1/8. anada) BARCELONA-OSASUNA 4-0 08-01-2012 Lliga (18) ESPANYOL-BARCELONA 1-1 12-01-2012 Copa (1/8. tomada) OSASUNA-BARCELONA 1-2 15—01-2012 Lliga (19) BARCELONA-BETIS 4-2 18-01-2012 Copa (1/4. anada) REIAL MADRID-BARCELONA 1—2 22—01-2012 Lliga (1) MALAGA-BARCELONA 1-4 25—01-2012 Copa (1/4. tomada) BARCELONA—REIAL MADRID 2—2 28-01-2012 Lliga (21) VILA-REIAL-BARCELONA 0-0 01-02-2012 Copa (1/2. anada) VALENCIA-BARCELONA 1—1 04—02—2012 Lliga (22) BARCELONA—R.SOCIETAT 2—1 08—02—2012 Copa. (1/2. tomada) BARCELONA-VALENCIA 2-0 11—02—2012 Lliga (23) OSASUNA-BARCELONA 3—2 14—02—2012 Lliga de Campions (1/8. anada) BAYER LEVERKUSEN-BARCELONA 1—3 19-02-2012 Lliga (24) BARCELONA-VALENCIA 5—1 26-02—2012 Lliga (25) ATLETIC MADRID-BARCELONA 1—2 03-03—2012 Lliga (26) BARCELONA - SPORTING GIJON 3—1 07-03-2012 Lliga de Campions. (1/8. tomada). BARCELONA—BAYER LEVERKUSEN 7-1 11-03—2012 Lliga (27) RACING-BARCELONA 0-2 17-03-2012 Lliga (28) SEVILLA-BARCELONA 0-2 20-03—2012 Lliga (29) BARCELONA-GRANADA 5-3 24—03—2012 Lliga (30) MALLORCA—BARCELONA 0—2 28-03-2012 Lliga de Campions. (1/4. anada) MILAN-BARCELONA 0-0 31-03-2012 Lliga (31) BARCELONA—ATHLETIC CLUB 2-0 03-04—2012 Lliga de Campions (1/4. tomada) BARCELONA—MILAN 3—1 07-04-2012 Lliga (32) SARAGOSSA—BARCELONA 1—4 10—04-2012 Lliga (33) BARCELONA—GETAFE 4-0 14—04—2012 Lliga (34) LLEVANT—BARCELONA 1—2 18-04—2012 Lliga de Campions (1 r'2. anada) CHELSEA—BARCELONA 1—0 21-04-2012 Lliga (35) BARCELONA—REIAL MADRID 1—2 24-04-2012 Lliga de Campions (1/2. tomada) BARCELONA-CHELSEA 2-2 29-04-2012 Lliga (36) RAYO VALLECANO—BARCELONA 0-7 02-05-2012 Lliga (2O) BARCELONA-MALAGA 4-1 05-05—2012 Lliga (37) BARCELONA-ESPANYOL 4-0 12-05—2012 Lliga (38) BETIS—BARCELONA 2—2 25—05—2012 Copa (final) ATHLETIC CLUB—BARCELONA 0-3 |

| 2010-2011 | 2012-2013 |